# Storie proprio così
Storie proprio così (Just So Stories for Little Children) è una raccolta di racconti per l'infanzia dello scrittore inglese Rudyard Kipling. L'opera raccoglie fantasiosi miti inglesi delle origini.

## Descrizione
Le Storie, pubblicate per la prima volta nel 1902, sono racconti fantastici sul perché vari fenomeni si siano generati. Un predecessore di questi racconti può essere considerato "Come nacque la paura" ("How Fear Came") nel Secondo libro della giungla (1895), nel quale Mowgli ascolta la storia di come la tigre ottenne le sue strisce.
Le Storie proprio così hanno come tema tipico un particolare animale modificato dalla sua forma originale per un intervento esterno o di un elemento magico. Ad esempio la balena ha la gola stretta per opera di un marinaio che aveva inghiottito e che costruì una grata nella sua trachea, il cammello ha la sua gobba per punizione di aver rifiutato di lavorare, il leopardo le sue macchie per opera di un etiope (che, a sua volta, aveva dipinto la sua pelle di nero), il canguro ottenne le sue zampe posteriori lunghe e flessibili dopo aver corso tutto il giorno per sfuggire a dingo, che era stato inviato da un dio minore dopo che il canguro gli aveva chiesto di renderlo diverso da ogni altro animale.
L'edizione originale delle Just So Stories era illustrata dall'autore.

## Lista completa delleStorie proprio così

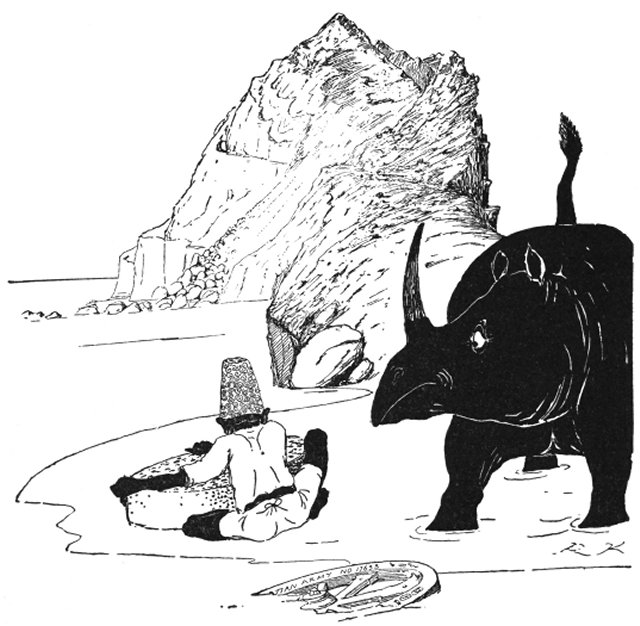
Come il rinoceronte ebbe la sua pelle, incisione di Kipling

- Come la balena ebbe la gola stretta - Spiega come la balena, che era un terrificante predatore, fu cambiata da una delle sue vittime.
- Come il cammello ebbe la sua gobba - Spiega come l'indolente cammello fu punito.
- Come il rinoceronte ebbe la sua pelle - Spiega perché il rinoceronte ha la pelle rugosa e l'animo irascibile.
- Come il leopardo ebbe le sue macchie - Mostra come l'intervento di un etiope aiutò il leopardo a mimetizzarsi.
- L'elefantino curioso - Storia di come la proboscide dell'elefante divenne così lunga.
- La triste storia del vecchio padre canguro - La storia di come il canguro divenne un animale saltellante con le gambe slanciate.
- Come ebbero origine gli armadilli - Storia di un riccio e di una tartaruga trasformatisi in armadilli per sfuggire ad un giaguaro.
- Come fu scritta la prima lettera - Introduce i soli personaggi che appaiono in più di una storia: una famiglia di cavernicoli, Tegumai Bopsulai (il padre), Teshumai Tewindrow (la madre), and Taffimai Metallumai, (la figlia). Spiega come Taffy scrisse la prima lettera della storia.
- Come nacque l'alfabeto - Taffy e suo padre inventano la prima forma di alfabeto.
- Il granchio che giocava col mare - Mostra come, dopo aver creato il mondo, il Primo Mago punì il granchio Pau Amma che faceva salire e scendere le maree.
- Il gatto che se ne andava solo - La storia più lunga. Mostra come tutti gli animali furono addomesticati, eccetto il gatto.
- La farfalla che batteva il piede - La storia di come il saggio Re Salomone si liberò delle sue fastidiose mogli e salvò l'orgoglio di una farfalla.
- The Tabu Tale - mancante nella maggior parte delle edizioni inglesi; apparsa per la prima volta nell'edizione Scribner negli Stati Uniti nel 1903

Benché apparse in una collezione, le storie sono spesso apparse individualmente in altre edizioni. Ne esiste anche una edizione video su VHS, comprendente tre cassette con quattro episodi ognuna.

## Curiosità
- Il "marchio magico" inscritto nella roccia, nell'illustrazione originale di Kipling per Il granchio che giocava col mare, è una croce gammata (che appare come una svastica invertita), un antico segno di pace.
- Le Just So Stories furono anche adattate in un musical, chiamato Just So nel 1984.